# Merriweather Post Pavilion
Merriweather Post Pavilion je outdoorové místo pro konání koncertů. Otevřeno bylo 14. července 1967 a nachází se v Columbii ve státě Maryland. Jeho kapacita je kolem dvaceti tisíc míst. Vystupovali zde například Tom Jones, Jackson Browne, Britney Spears a Led Zeppelin. Hudební časopis Billboard jej roku 2010 označil za druhý nejlepší amfiteátr ve Spojených státech. Ve stejném žebříčku magazínu Rolling Stone se o tři roky později umístil na čtvrté příčce. Dne 13. ledna 2018 se při renovaci zhroutila střecha, která pokrývala část amfiteátru.